# Termodynamiskt system

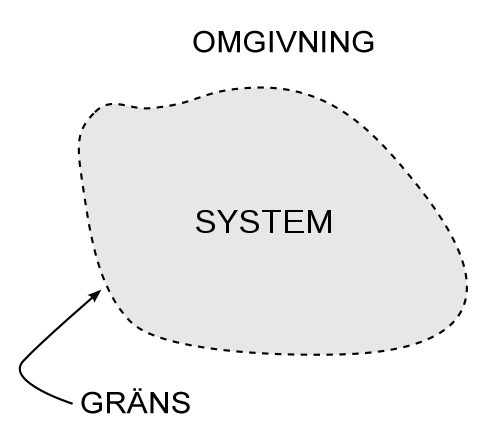

System är ett begrepp inom termodynamiken definierat som en avgränsad del av universum som är under betraktande. En hypotetisk gräns avdelar systemet från omgivningen. Omgivningen utgörs av den del av universum som inte är inkluderat i systemet. Ett termodynamiskt system kan utgöras av vad som helst, exempelvis en turbin, en lösning i ett provrör, en levande organism, en elektrisk krets, en planet, eller något annat. 
En oundviklig egenskap hos alla termodynamiska system (se termodynamik) är att de, för sin funktion, måste genomströmmas av och förbruka exergi, vilket i sin tur förutsätter att systemet är öppet (i betydelsen att kunna tillföras exergi utifrån). Utan denna exergiförbrukning (=energiomvandling) skulle ju inget hända, dvs systemet skulle vara statiskt/livlöst=icke-termodynamiskt, som t.ex. en stillastående turbin eller en död organism.[källa behövs]
Beroende på vilka olika sätt energi kan passera systemgränsen, i form av massa, värme eller arbete, brukar man dela in system i slutna, öppna eller isolerade system. Många beräkningar och ekvationer inom termodynamiken bygger på förenklade modeller av perfekt slutna, öppna eller isolerade system, även om sådana i praktiken sällan existerar.
Ett system karaktäriseras och definieras utifrån en uppsättning mätbara makroskopiska parametrar, tillståndsstorheter, kopplade till systemet. Exempel på sådana parametrar är volym, tryck, temperatur, elektriskt fält, med flera. Utifrån en uppsättning av dessa parametrar kan man beskriva ett systems termodynamiska tillstånd, det vill säga unikt definiera ett system. Ett systems tillstånd uttrycks som funktionssamband, tillståndsekvationer, mellan dess parametrar. 
Ett system sägs vara i termodynamisk jämvikt då dess tillstånd inte förändras med tiden.

## Överblick
Termodynamik bygger på systemcentrerat synsätt på universum. Alla storheter, som exempelvis tryck eller mekaniskt arbete, i en ekvation syftar till ett system om det inte tydligt uttrycks att så inte är fallet. Termodynamiken behandlar flöde och balans av energi och materia inom ett termodynamisk system. Man skiljer vanligen mellan tre typer av system beroende på vilka sätt systemet kan utväxla energi med sin omgivning:
- Öppna system kan utväxla energi samt materia med sin omgivning. En systemgräns som tillåter massutbyte med omgivningen kallas permeabel (genomträngbar). Havet kan ses som ett exempel på ett öppet system.

- Slutna system kan utväxla energi (värme och arbete) men inte materia med sin omgivning. Ett växthus är ett exempel på ett slutet system som utväxlar värme, dock inte arbete, med sin omgivning. Huruvida ett system utväxlar värme, arbete eller bådadera anses vanligen vara en egenskap hos systemgränsen snarare än hos systemet.

- Isolerade system är helt skilda från sin omgivning. Varken värme, arbete eller massa kan passera systemgränsen. Ett exempel på ett teoretiskt isolerat system kan vara en fullständigt isolerad behållare, exempelvis en isolerad, fast gascylinder.

I verkligheten existerar inga helt isolerade system, det finns alltid någon mindre koppling mellan systemet och dess omgivning. Exempelvis kan man betrakta ett system bestående av varmvatten och fast koksalt i ett slutet, isolerat provrör som befinner sig i vakuum (omgivningen). Provröret förlorar ständigt en liten mängd värme genom svartkroppsstrålning, men värmeförlusten sker ytterst långsamt. Om det pågår en annan process i det slutna provrör, till exempel upplösning av saltkristallerna i vattnet, kommer denna process troligtvis ske så pass snabbt att värmeförlusten kan försummas.

## Historia
Först med att utveckla konceptet med ett termodynamiskt system var den franske fysikern Nicolas Léonard Sadi Carnot. I boken Reflections on the Motive Power of Fire (1824) studerade Carnot olika "arbetsmedium" (system), vanligen vattenånga, i ångturbiner samt hur systemets förmåga att utföra arbete förändrades då värme tillfördes. Arbetsmediet placerades bland annat i kontakt med en värmereservoar (en ångpanna), en kylreservoar (en kall ström av vatten), eller en kolv som utförde arbete under tryck. År 1850 generaliserade den tyske fysikern Rudolf Clausius systemidén till att även innefatta konceptet av en omgivning. Clausius skrev 1850 följande i On the Motive Power of Fire:
| ” | Genom en volymförändring hos arbetsmediet måste en viss mängd mekaniskt arbete förbrukas eller produceras då gasen genom expansion övervinner ett externt tryck, eller genom kompression pressas samman av ett externt tryck. Den mängd arbete som förbrukas eller produceras måste, i enlighet med vår princip, vara proportionell mot den mängd värme som produceras eller tillförs. Gasen kan inte släppa ifrån sig samma mängd värme till det "omgivande mediet" som den erhåller. | „ |

Nedan visas en schematisk skiss över Carnots värmemaskin som den vanligen modelleras.

Skissen visar en värmemaskin där värme flödar från en högtempererad reservoar T_{H} genom arbetsmediet och ut i en lågtempererad reservoar T_{C} på andra sidan. Den energi arbetsmediet tar upp i form av värme omvandlas till mekaniskt arbete, exempelvis genom expansion i en cylinder.

I skissen ovan kan arbetsmediet (systemet) vara vilken fluid eller ånga som helst, det enda kravet är att värme Q ska kunna användas för att producera arbete. Sadi Carnot skrev 1824 att arbetsmediet kunde vara vilken fluid som helst, så länge den kunde expandera, exempelvis vattenånga, alkoholånga, kvicksilverånga eller luft. Under termodynamikens tidiga år användes emellertid oftast en ångpanna som kokade vatten vilken sedan fick kondensera. Det mekaniska arbetet W producerades genom vattenångans expansion vilken pressade undan en kolv som vred en drivarm. Detta arbete användes bland annat till att lyfta ut vatten från översvämmade saltgruvor, vilket också var anledningen till att Carnot kallade arbete för "vikt lyft en viss höjd".

## Systemgräns
En systemgräns är en fysisk eller abstrakt volumetrisk avgränsning av ett system i rummet. Över systemgränsen kan värme, arbete eller massa passera. Kortfattat kan en termodynamisk gräns ses som en skiljelinje mellan ett system och dess omgivning.
Gränsen kan vara såväl fixerad eller rörlig. Exempelvis skulle en fixerad systemgräns i en motor innebära att kolven är låst i ett visst läge i cylindern varvid en konstant volym erhålls i systemet. Om samma system har en rörlig gräns kan kolven röra sig in och ut. Gränser kan vara verkliga fysiska som abstrakta. För slutna system är gränsen ofta den fysiska avgränsning man betraktar medan det för öppna system ofta rör sig om en abstrakt gräns.
I praktiken är en systemgräns helt enkelt en schematiskt prickad linje som dras omkring den volym i vilken en förändring som är av intresse kommer att ske. Allt som passerar systemgränsen och som har en inverkan på den inre energin måste tas i beaktande i systemet energibalans. 

## Omgivning
Omgivningen är den del av universum som ligger utanför systemets gränser. Omgivningen är inte en del av systemet, men beroende på vilken typ av system som betraktas kan de båda delarna interagera med varandra i form av mass- och energiutbyte (värme och arbete), momentverkan, elektrisk laddning eller andra bevarande egenskaper. Omgivningen tas inte med vid analys av systemet förutom gällande dessa interaktioner.

## System

### Öppet system
I öppna system kan materia passera systemgränserna. Termodynamikens första huvudsats för öppna system kan sammanfattas som: förändringen i ett systems inre energi är lika stor som mängden energi som tillförs systemet i form av inflödande massa och värme, minus den energi som förloras i form av utflödande massa och producerat arbete. Första huvudsatsen för öppna system ges av:
{\displaystyle \mathrm {d} U=\mathrm {d} U_{in}+\delta Q-\mathrm {d} U_{ut}-\delta W\,}

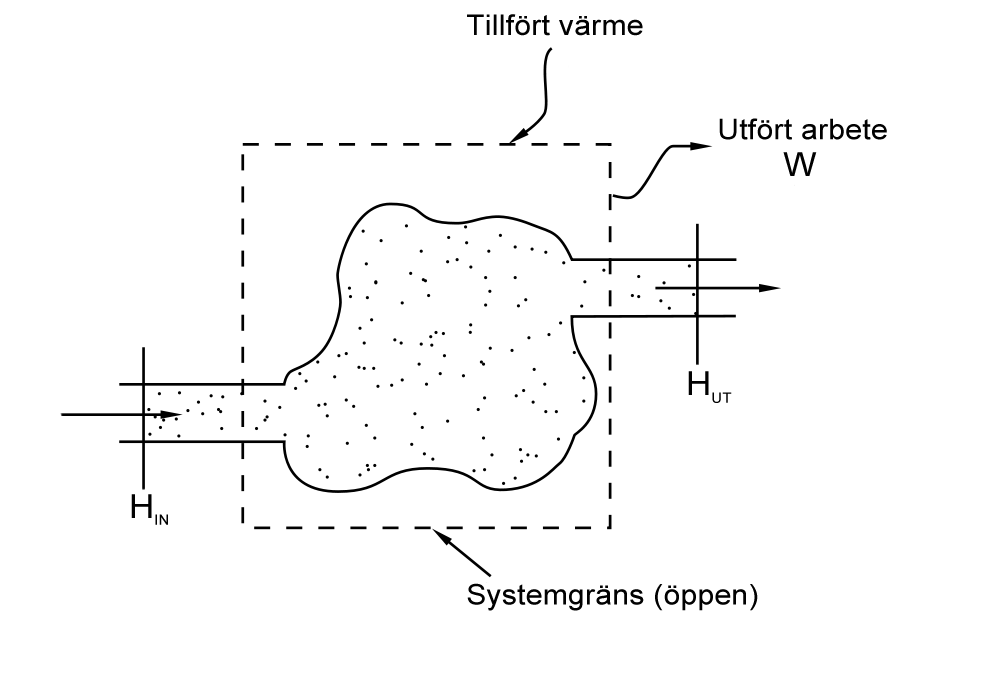
Vid stationär drift kan man med hjälp av energibalansen för det öppna systemet beräkna det axelarbete som systemet utför utifrån tillfört värme och nettotillförd entalpi.

där Uin är den genomsnittliga inre energin som kommer in i systemet, och Uut är den genomsnittliga inre energin som lämnar systemet.
Det område som begränsas av de öppna systemgränserna kallas vanligtvis kontrollvolym och dess systemgräns kan utgöras av såväl en fysisk gräns som en abstrakt. Om kontrollvolymen väljs så att allt flöde in och ut genom systemet sker vinkelrätt mot systemgränsen kommer massflödet genom systemet att utföra tryckarbete på fluiden, så kallat flödesarbete. Det finns två former av arbete som kan uträttas på en kontrollvolym: flödesarbete (ibland även kallat tryck-volym-arbete), vilket beskrevs ovan, samt mekaniskt axelarbete. Dessa två typer av arbete uttrycks i ekvationen:
{\displaystyle \delta W=\mathrm {d} (P_{ut}V_{ut})-\mathrm {d} (P_{in}V_{in})+\delta W_{axel}\,}
Substitution med ekvationen ovan ger för kontrollvolymen (kv):
{\displaystyle \mathrm {d} U_{kv}=\mathrm {d} U_{in}+\mathrm {d} (P_{in}V_{in})-\mathrm {d} U_{ut}-\mathrm {d} (P_{ut}V_{ut})+\delta Q-\delta W_{axel}\,}
Utifrån definitionen av entalpi, H, kan vi beskriva flödesarbete och inre energi för en fluid i ett öppet system:
{\displaystyle \mathrm {d} U_{kv}=\mathrm {d} H_{in}-\mathrm {d} H_{ut}+\delta Q-\delta W_{axel}\,}
Vid stationära drift av exempelvis en turbin, pump eller värmemotor, är systemets tillstånd oberoende av tiden och det sker ingen förändringen i kontrollvolymens inre energi, {\displaystyle \mathrm {d} U_{kv}=0}. Detta ger ett användbart uttryck för den effektgenerering som kan förväntas av ovannämnda processer vid frånvaro av kemiska reaktioner:
{\displaystyle {\frac {\delta W_{axel}}{\mathrm {d} t}}={\frac {\mathrm {d} H_{in}}{\mathrm {d} t}}-{\frac {\mathrm {d} H_{ut}}{\mathrm {d} t}}+{\frac {\delta Q}{\mathrm {d} t}}\,}
Detta uttryck beskrivs i diagrammet ovan.

### Slutet system
I ett slutet system får ingen massa passera systemets gränser. Systemet kommer således alltid att innehålla samma mängd materia, medan värme och arbete fritt kan utväxlas med omgivning. Huruvida ett system kan utbyta värme, arbete, eller både och, beror på systemgränsen:
- Adiabatisk gräns – tillåter inget värmeutbyte med omgivningen
- Fast gräns – tillåter inget utbyte av arbete med omgivningen

Exempel på slutna system kan exempelvis vara en fluid som komprimeras med hjälp av en kolv i en cylinder, en tryckkokare, ett växthus, eller en kalorimeter. 
För att beskriva ett slutet system kan man utgå från termodynamikens första huvudsats för ett öppet system:
{\displaystyle \mathrm {d} U={\dot {Q}}-{\dot {W}}+{\dot {m}}_{i}(h+{\frac {1}{2}}v^{2}+gz)_{i}-{\dot {m}}_{e}(h+{\frac {1}{2}}v^{2}+gz)_{e}}
där U är systemets inre energi, Q är värmeöverföring, W är arbete och då ingen massa kan passera systemgränsen försvinner både de uttryck som inkluderar massflöde och termodynamikens första huvudsats för ett slutet system erhålls. Termodynamikens första huvudsats för ett slutet system statuerar att förändringen i systemets inre energi är lika stor som skillnaden mellan mängden tillfört/bortfört värme och mängden tillfört/uträttat arbete, detta ger:
{\displaystyle \mathrm {d} U={\delta Q}-{\delta W}}
där U är den genomsnittliga mängden inre energi i systemet, Q är det värme som till- eller bortförts och W är det arbete som systemet utfört eller tillförts.
Den mängd arbete som krävs för att genomföra en reversibel process kan beskrivas:
{\displaystyle {\delta W}=P\mathrm {d} V}
där P är det absoluta trycket och V är volymen. Det värme som krävs för att genomföra en reversibel process, vilket beskrivs genom termodynamikens andra huvudsats, ges av:
{\displaystyle {\delta Q}=T\mathrm {d} S}
där T är den absoluta temperaturen och S är systemets entropi. Genom ovanstående uttryck kan man nu härleda ett av de mest grundläggande förhållandena inom termodynamiken, vilket uttrycks:
{\displaystyle {\delta U}=T\mathrm {d} S-P\mathrm {d} V}
Termodynamikens andra huvudsats är enbart sann för isolerade system. Den säger att entropin i ett isolerat system kommer att öka till dess att systemet når jämvikt.

### Isolerat system
Ett isolerat system är en mer inskränkt variant av ett slutet system där varken massa eller energi får utbytas med omgivningen. Då inget energi- eller massutbyte sker tenderar inre avvikelser att försvinna, tryck och temperatur inom systemet når samma nivå och skillnader i densitet jämnas ut. Ett sådant system, i vilket samtliga utjämningsprocesser i stort sett är fullbordade, sägs vara i termodynamisk jämvikt.
Fullständigt isolerade system kan i praktiken inte existera (förutom möjligen universum i sin helhet), det kommer exempelvis alltid att finnas dragningskraft mellan ett system innehållande massa och kroppar utanför systemet. Emellertid kan många verkliga system betraktas som nästan isolerade under en begränsad, i vissa fall väldigt lång, tidsperiod. Med en sådan approximation kan ett verkligt system modelleras som ett isolerat. Detta underlättar vid matematisk modellering och kan ge fullt acceptabla idealiseringar av vissa naturliga fenomen. 
Det är viktigt att göra skillnad på slutna och isolerade system. Ett slutet system kan inte utväxla massa, men kan utväxla energi, med sin omgivning. Ett isolerat system kan varken utväxla massa eller energi med sin omgivning och är således enbart teoretiska och kan inte existera i praktiken, möjligen med undantag för universum i sin helhet.

## System i jämvikt
I isolerade system kan man observera att allt medan tiden fortgår tenderar inre avvikelser minska och stabila förhållanden infinner sig. Tryck och temperaturer utjämnas och materia omordnas i ett fåtal relativt homogena faser. Ett system där alla förändringsprocesser i praktiken har fullbordats betraktas som ett system i termodynamisk jämvikt. Egenskaperna hos ett system i jämvikt förblir oförändrade med tiden. System i jämvikt är betydligt mer lättbeskrivna än system som inte är jämvikt och därför används denna egenskap ofta vid modellering av ideala förhållanden inom termodynamiken.
Kraftiga avvikelser från jämviktsförhållanden hos mellanliggande steg i processer innebär en ökning i systemets entropi och således ökad produktion av värme snarare än användbart arbete. För att en process ska kunna vara reversibel krävs det att samtliga mellanliggande steg i processen också är reversibla. För att ett processteg ska vara reversibelt måste systemet vara jämvikt genom hela steget. Detta idealfall kan dock inte åstadkommas i praktiken eftersom inget steg kan tas utan att rubba systemet från sin jämvikt, emellertid kan man närma sig idealet genom att genomföra processteg långsamt.

### Allmänna källor
- Abbott, M.M. and H.G. van Hess. Thermodynamics with Chemical Applications. Andra upplagan. McGraw Hill, 1989.
- Halliday, David, Robert Resnick, and Jearl Walker. Fundamentals of Physics. Åttonde upplagan. Wiley, 2008.
- Moran, Michael J. and Howard N. Shapiro. Fundamentals of Engineering Thermodynamics. Sjätte upplagan. Wiley, 2008.